# Alliaria petiolata
L'alliaria  (Alliaria petiolata (M.Bieb.) Cavara & Grande) è una pianta perenne (biennale), ermafrodita, della famiglia delle Brassicaceae, alta oltre un metro,  quasi glabra con odore di aglio molto persistente. Si dice che tale odore permanga anche nel latte delle mucche che se ne cibano.

## Etimologia
Il nome del genere deriva dall'odore di aglio che si sprigiona strofinando le foglie, l'epiteto specifico si deve al lungo picciolo, in latino petiolus.

## Descrizione
La forma biologica è  emicriptofita bienne (H bienn): ossia è una piante a ciclo biennale (bienne) con gemme poste a livello del terreno (emicriptofita).

### Radici
Tipica radice a fittone con più ramificazioni.

### Fusto

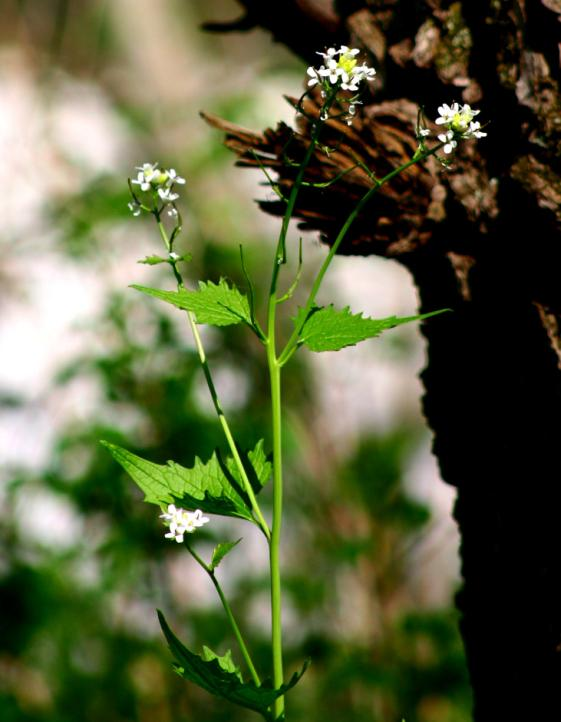
Fusto eretto poco ramificato

Il fusto (solo epigeo; quello ipogeo è praticamente assente), è pubescente, eretto alto fino a 100–120 cm, poco ramificato oppure ramificato solo in alto. È presente una minima peluria localizzata alla base del fusto.

### Foglie

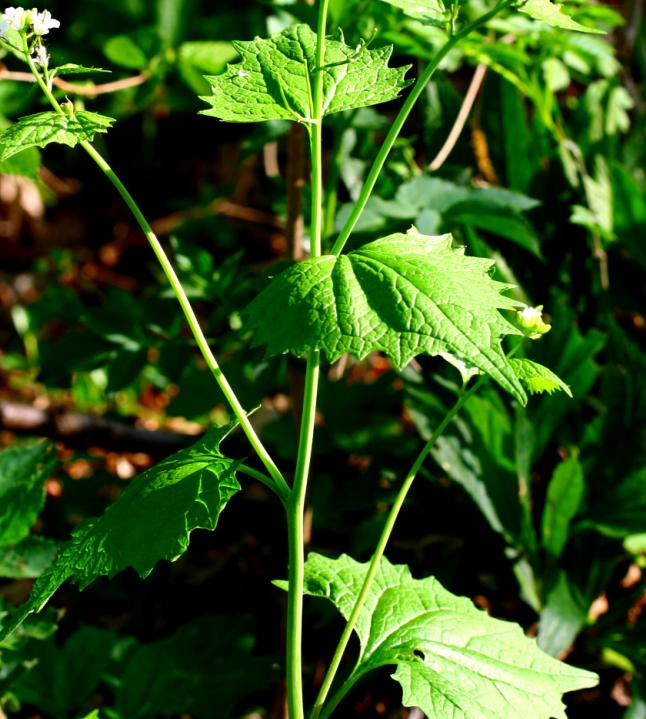
Foglie lungamente picciolate e cordate

- Foglie inferiori: sono abbastanza grandi (fino a 15 cm) e rugose; lungamente picciolate (1 – 3 cm) e  cordate (a forma di cuore, ma anche ovato-triangolari), con lamina dentata in modo ottuso. Dimensioni medie: larghezza 7 – 8 cm; lunghezza 10 cm. Evidenti nervature reticolari.
- Foglie superiori: sono più piccole dalla forma romboidale.

Il colore delle foglie è grigio-verde e sono lievemente lucide; sono inoltre assenti alla fioritura.

### Infiorescenza

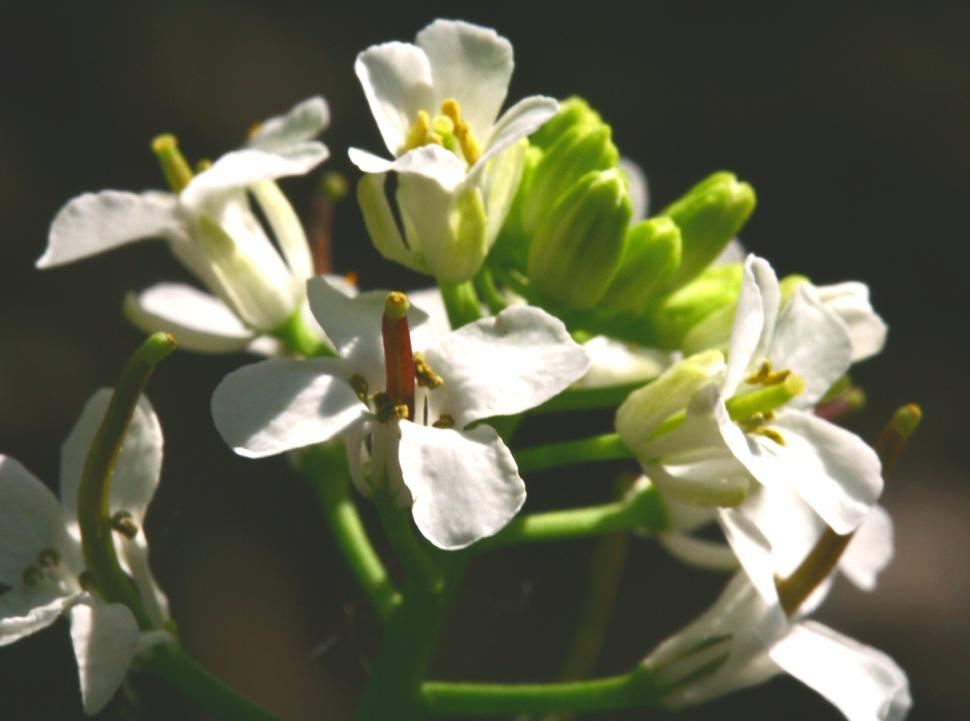
Infiorescenza a racemo corimboso

L'infiorescenza è peduncolata (da 5 a 30 cm) a  racemo corimboso terminale semplice o poco ramificato. I fiori sono disposti a grappolo e sono al massimo una decina.

### Fiori

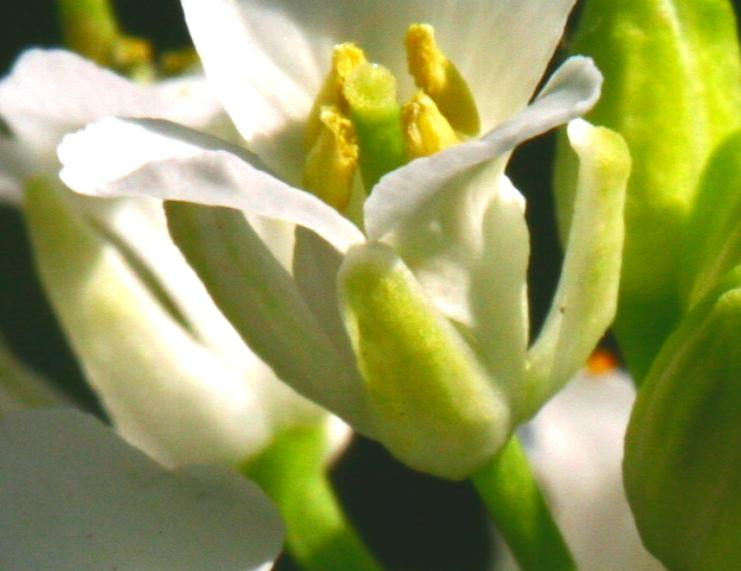
Fiori: particolare dei sepali verdastri

Il fiore è un tetramero (4 sepali-petali)  dialipetalo attinomorfo. Le corolle sono larghe 5–8 mm.
- I sepali sono 4, verdastri e più corti dei petali (circa: 2–3 mm).
- I petali sono 4, lunghi fino a 6 mm di colore bianco e contengono molto nettare per attirare le api.
- Gli stami sono in numero di 6.
- L'ovario è supero e bi-carpellare: si trova quindi nella parte superiore del perianzio.
- L'impollinazione avviene per mezzo di farfalle (anche notturne) e api. In Europa più di 60 specie di insetti e funghi la utilizzano come fonte di sostentamento, incluso anche le larve di alcuni lepidotteri.
- La fioritura avviene normalmente tra maggio e luglio, spesso con periodicità biennale.

### Frutti

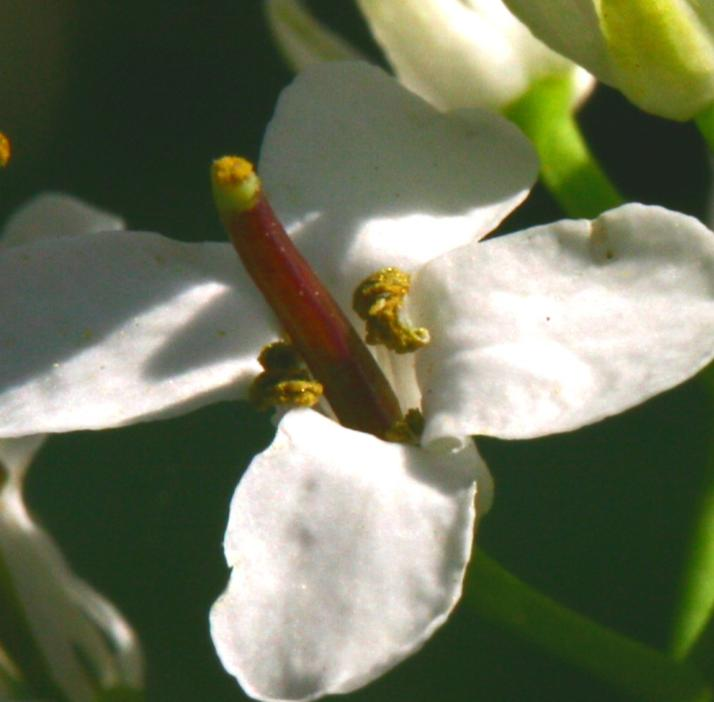
Lungo frutto patente

Il frutto è una stretta capsula slanciata e patente (siliqua eretta, tetragonale), bivalve-trivalve, lunga 5 cm circa e spessa 2 mm.

I semi sono piccoli, neri e allungati.

## Distribuzione e habitat
La zona d'origine è paleotemperata, per cui è diffusa in Europa, Asia (in Cina e India settentrionale.fino all'Himalaya); ma anche nell'Africa del Nord.

In  Italia è comune e la si trova nella boscaglia in mezz'ombra e nei boschi umidi di latifoglie, o comunque ricchi di azoto e sostanze organiche (pianta sinantropa), a quote comprese fra 0 e 1700 m s.l.m.. È presente sia nella zona marina (rara) che montana (comune). È assente in Sardegna.

## Tassonomia
Il Sistema Cronquist assegna la famiglia delle Brassicaceae all'ordine Capparales mentre la moderna classificazione APG la colloca  nell'ordine delle Brassicales. Sempre in base alla classificazione APG sono cambiati anche i livelli superiori (vedi tabella a destra).

Nelle classificazioni più vecchie la famiglia del genere Alliaria era chiamata anche Crociferae e a volte Cruciferae.

Il genere Alliaria comprende una o due specie a seconda che gli autori considerino o no Alliaria officinalis sinonimo di Alliaria petiolata.

## Usi

### Farmacia
L'Alliaria contiene principi attivi utili in fitoterapia (olii essenziali, glucosidi ed enzimi) per le sue proprietà vulnerarie, espettoranti, diuretiche.

I semi, dal vago sapore e profumo di senape, possono essere usati per stimolare l'appetito, ma anche come vermifughi e revulsivi. Mentre i fiori si impiegano contro l'asma, le foglie come depurative diaforetiche.

Si può preparare come infuso, succo, cataplasma e lozione. L'olio essenziale (simile a quello dell'aglio) si ricava dalle radici.

### Industria
È utilizzata per produrre diversi coloranti.

### Cucina
Le foglie della pianta possono essere usate in cucina nelle insalate. In Inghilterra è abbastanza comune utilizzarla per insaporire i sandwich. Sembra che siano più digeribili di quelle dell'aglio.

I giovani getti primaverili, assieme ad altre verdure, possono essere usati per preparare minestre. Arrostiti vengono usati anche in torte salate o nelle piadine.

Altre parti usate: fiori, frutti e semi (simili alla senape).

Nel Medioevo si usava nella carne salmistrata, per coprire l'odore sgradevole dopo qualche settimana di conservazione.

## Galleria d'immagini

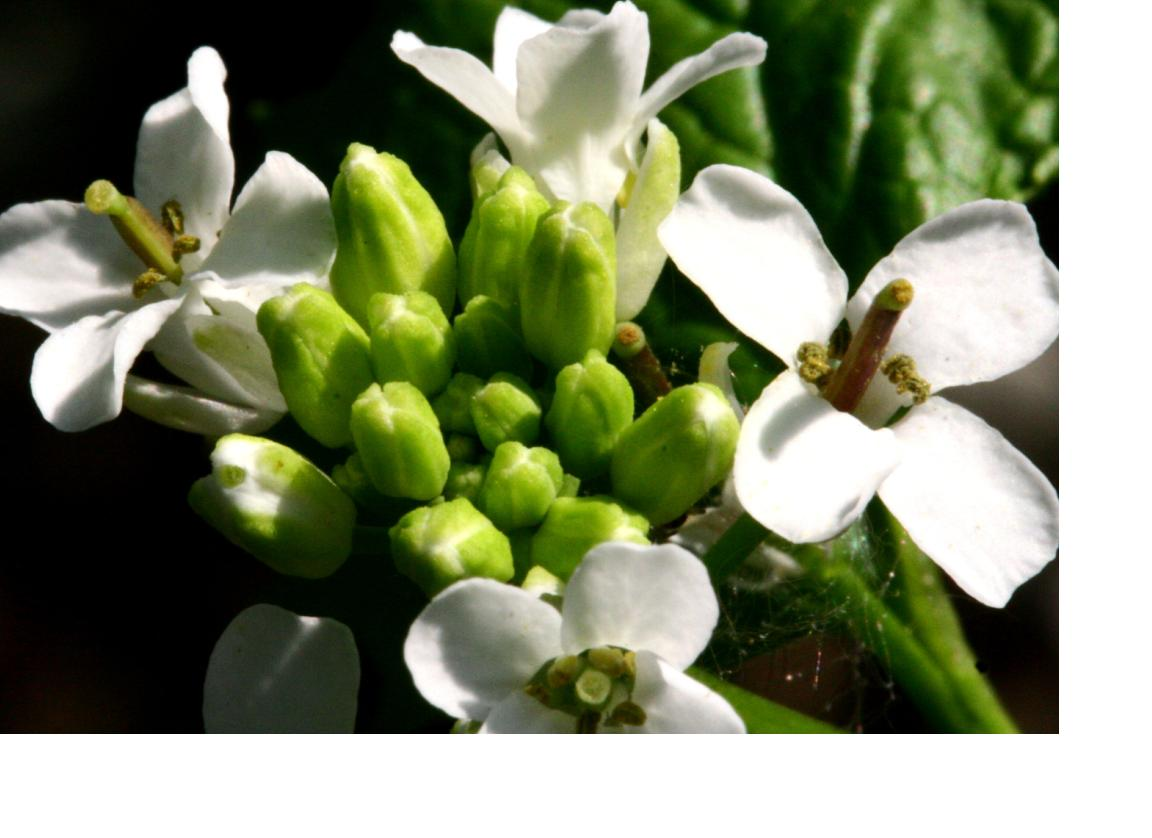
Alliaria petiolata (dettaglio dell'infiorescenza)
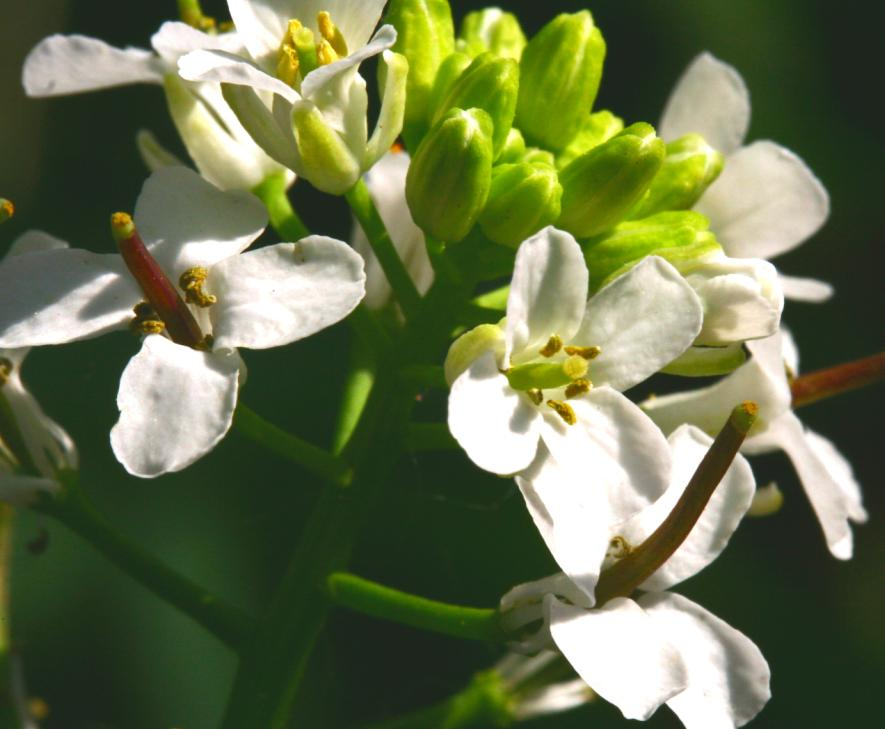
Alliaria petiolata (dettaglio dell'infiorescenza)